# Reformierte Kirche Nufenen GR

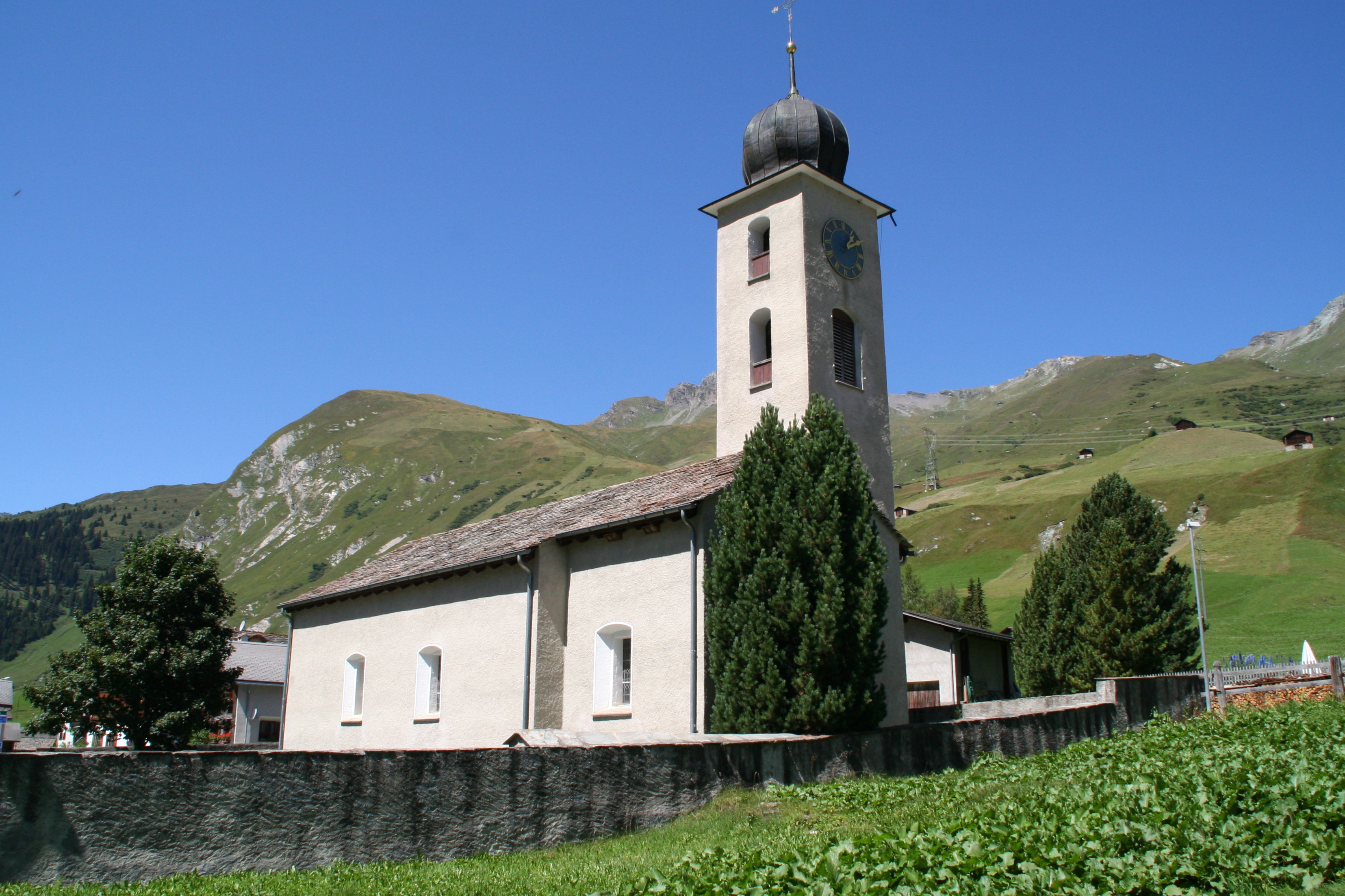
Die reformierte Dorfkirche im Zentrum

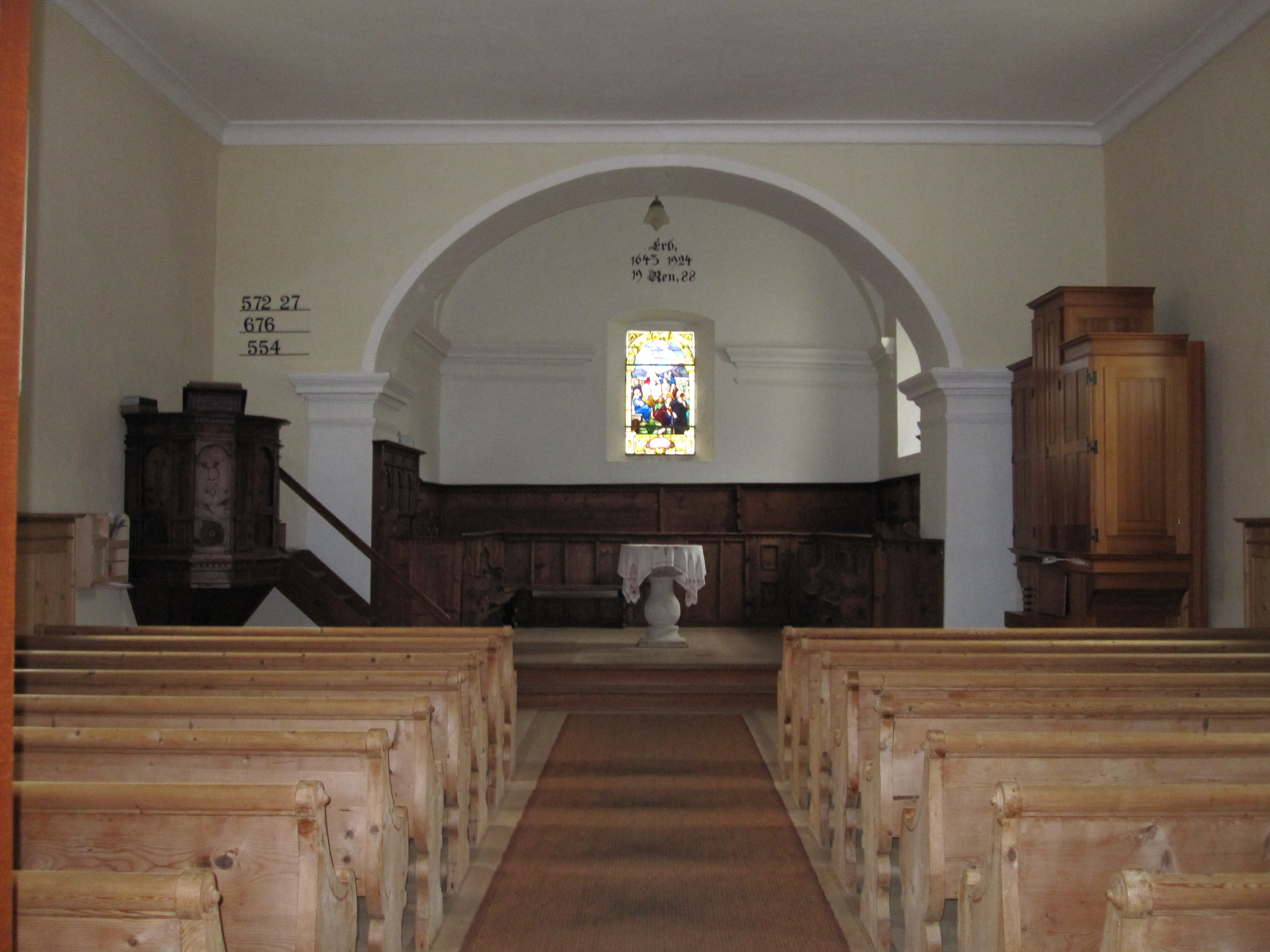
Blick in den Chor

Die reformierte Kirche in Nufenen im Rheinwald ist ein evangelisch-reformiertes Gotteshaus unter dem Denkmalschutz des Kantons Graubünden. Seit der Annahme der Reformation um das Jahr 1530, wovon das Glasfenster im Chor mit einem Liedvers Martin Luthers («Ein feste Burg ist unser Gott») zeugt, ist sie eine Predigtkirche.

## Geschichte und Ausstattung
Ungefähr von 1300 bis 1696 bildeten Nufenen und Hinterrhein eine kirchliche Einheit, bevor sich Nufenen bis 1874 selbständig machte. Danach gingen beide Dörfer wieder gemeinsame Wege.
Die Kirche in Nufenen besteht seit 1643, als die Bündner Wirren zu Ende gingen und sich die politische und kirchliche Situation in Graubünden beruhigte und langsam konsolidierte.
Der kaum verputzte Kirchturm weist eine ausgeprägte Zwiebelhaube auf. Im Kircheninneren dominieren eine Kanzel ohne Schalldeckel auf linker Seite und ein Taufstein in der Mitte des Chores, auf dem auch das Abendmahl gefeiert wird. Der Chor ist durch einen Segmentbogen vom Kirchenschiff getrennt.

## Kirchliche Organisation
Die Evangelisch-reformierte Landeskirche Graubünden führt Nufenen als Predigtstätte der Kirchgemeinde Rheinwald.

## Galerie

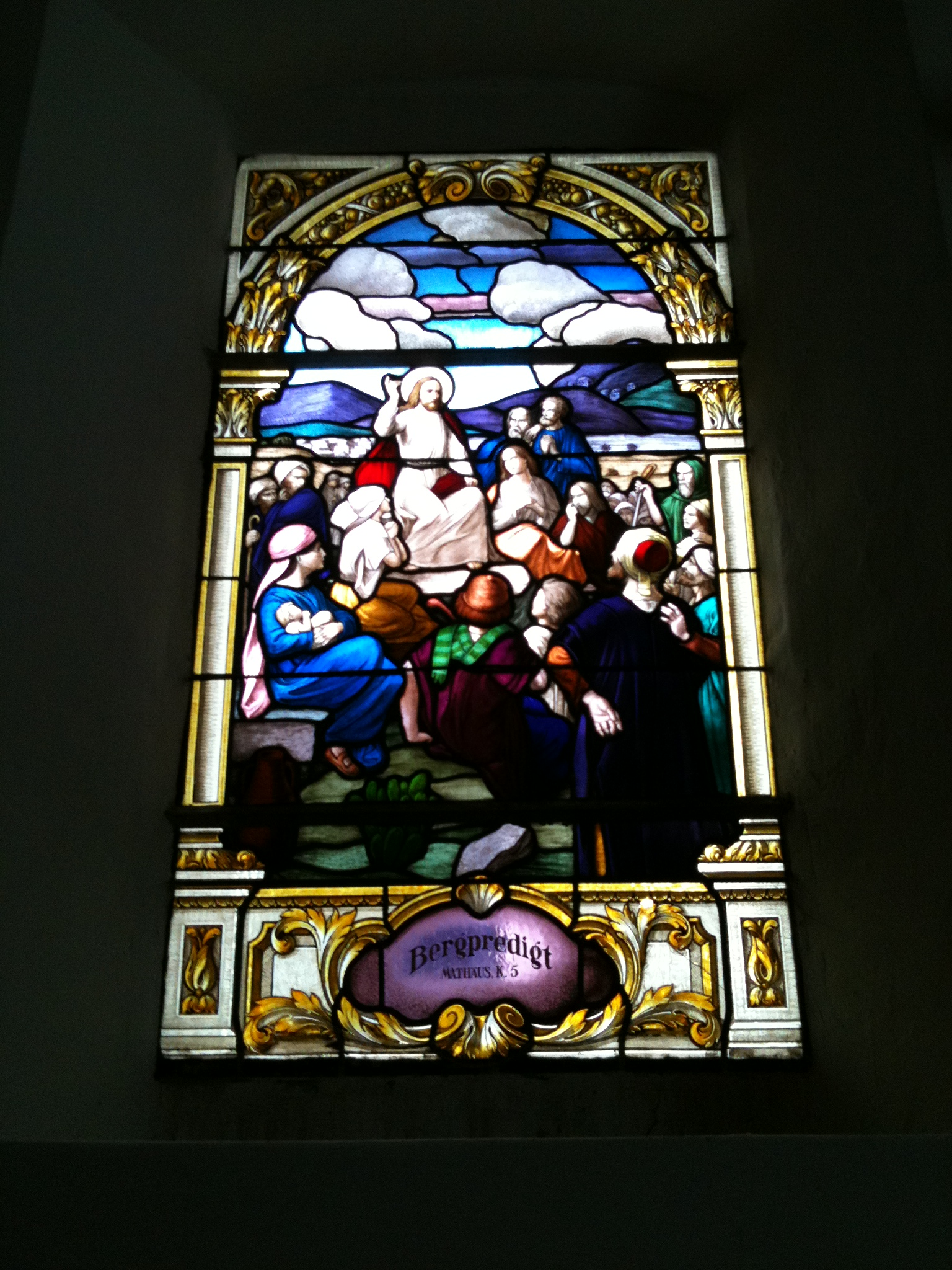
Glasfenster zur Bergpredigt Jesu
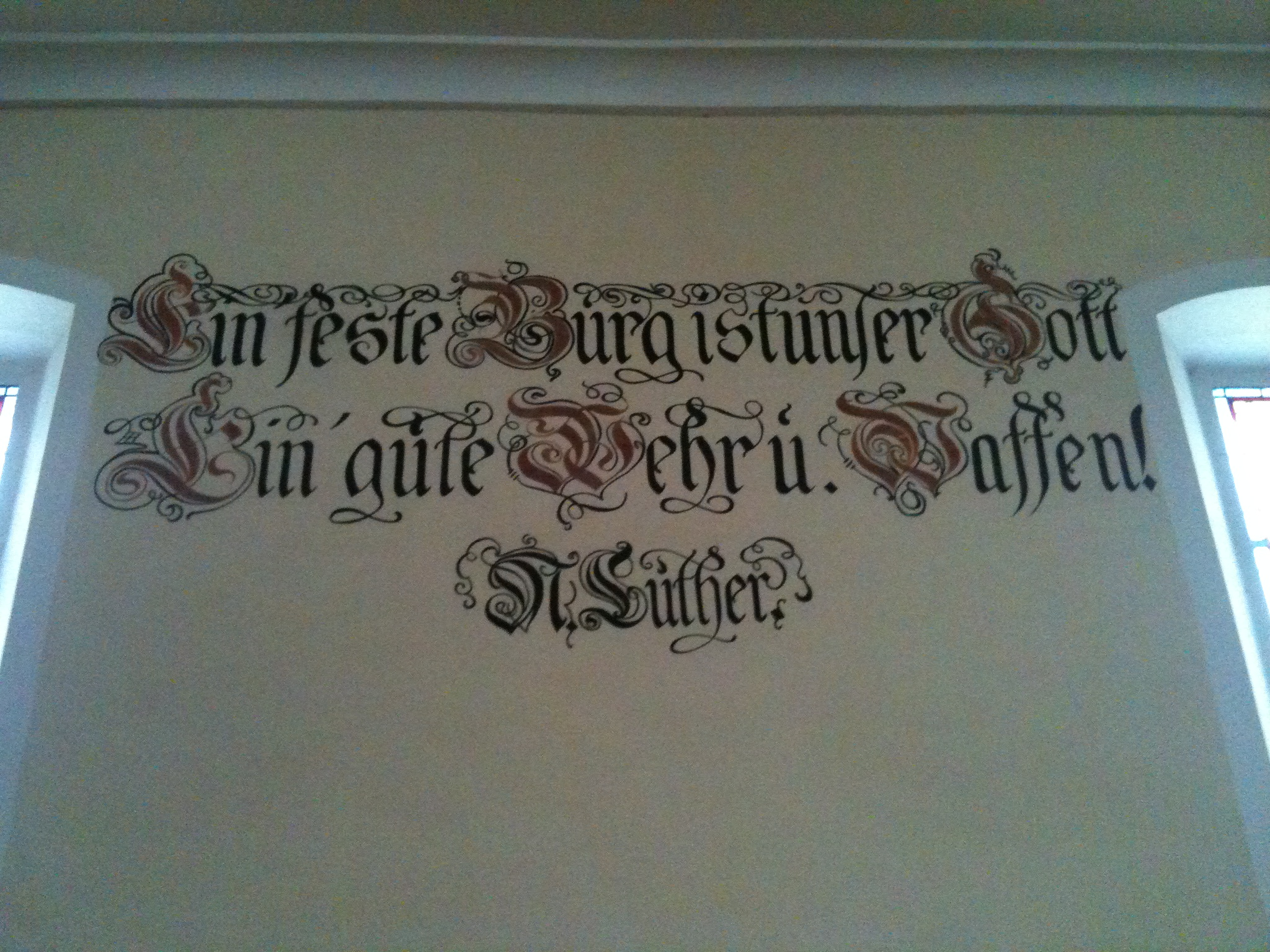
Wandinschrift zu Martin Luthers Liedvers
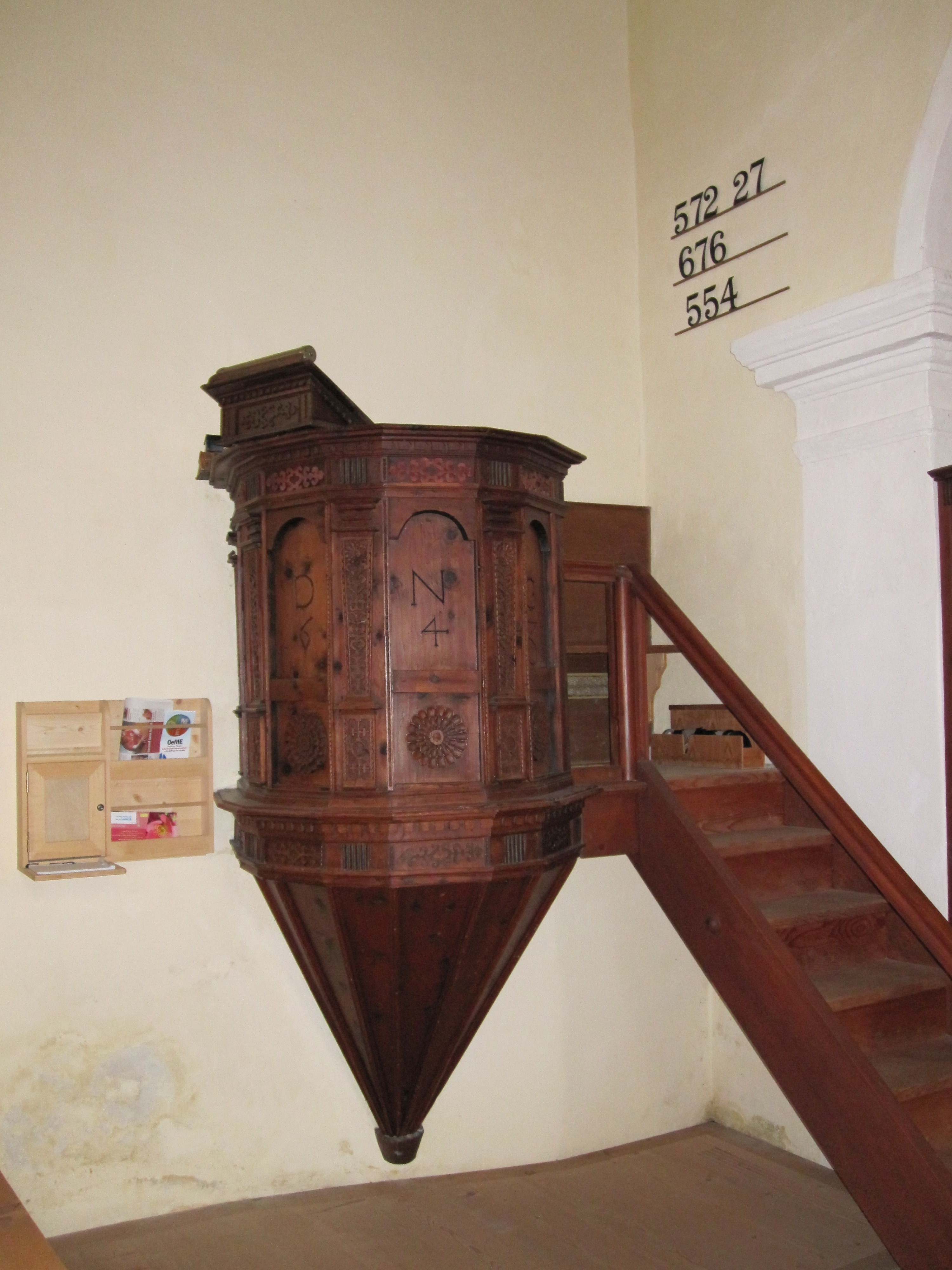
Kanzel